# Nina Wenigerová
Nina Wenigerová (* 1. prosince 1968 Frankfurt nad Mohanem, Německo) je německá herečka, moderátorka a modelka.

## Život
Její matka je herečka Monika Hessenbergová a její otec je herec Wolfram Weniger. Vystudovala Akademii múzických umění v Hannoveru (Hochschule für Musik, Theater und Medien Hannover). Hrála v divadle Kampnagel-Fabrik, Schauspielhaus Hamburg v Hamburku, Schauspielhaus Zürich v Curychu a Schaubühne am Lehniner Platz v Berlíně. Dnes v divadle hraje nejen v Německu a ve Švýcarsku, ale také ve Stockholmu ve Švédsku.
Od roku 1990 se pravidelně objevuje před kamerou, počínaje malou rolí v seriálu televize ZDF Unser Lehrer Doktor Specht. Hrála v mnoha německých filmech a seriálech, hrála například ve filmu Rosamunde Pilcher: Zbloudilá srdce a v seriálech Místo činu, Zvláštní jednotka, Lipsko, Ahoj, Robbie! a Šimpanz Charly. V roce 1996 hrála v německém seriálu Kobra 11 v prvních šesti epizodách 2. série sekretářku Reginu Christmannovou. Je také modelka a moderátorka, moderuje například rozhlasové hry.
Mluví německy (mateřský jazyk), anglicky (plynně), švédsky (na úrovni mateřského jazyka), islandsky (plynně) a hesenským dialektem. Měří 165 cm, má blond vlasy a modré oči. Zpívá (soprán), hraje na klavír, ovládá balet a argentinské tango, jezdí na koni a věnuje se józe. Žije v Berlíně.[kdy?]

## Filmografie
- 1992: Unser Lehrer Doktor Specht (epizoda: Der Satansbraten)
- 1993: Ein unmöglicher Lehrer
- 1995: Zwei Männer und die Frauen
- 1995: Kommt Mausi raus?!
- 1996: 2 1/2 Minuten
- 1996: Lisa Falk – Eine Frau für alle Fälle (epizoda: Tödlicher Freispruch)
- 1996: Rosamunde Pilcher: Zbloudilá srdce (Rosamunde Pilcher – Irrwege des Herzens)
- 1996: Bruder Esel (epizoda: Neuanfang)
- 1996: Dvojí nasazení (Doppelter Einsatz (epizoda: Adrenalin))
- 1996: Kobra 11
- 1997: Die Gang (epizoda: Der Ölbaron)
- 1997: Trojice pro život (Drei mit Herz)
- 1997: Einsatz Hamburg Süd
- 1998: Zwei Männer am Herd
- 1998: Místo činu (Tatort (epizoda: Voll ins Herz))
- 1998: Verratene Freundschaft
- 1999: Aus gutem Hause
- 2000: Herzschlag – Das Ärzteteam Nord (epizoda: Stunden der Angst)
- 2000: St. Angela (epizoda: Wettlauf um Chicago)
- 2000: Mein langsames Leben
- 2000: Jan-Yussuf
- 2001: Specialisté na vraždy (Die Cleveren (epizoda: Stuttgart Rot))
- 2001: Místo činu (Tatort (epizoda: Zielscheibe)
- 2001: Susanne und Paul
- 2002: Sie haben Knut
- 2002: Lovers & Friends – Eigentlich lieben wir uns…
- 2003: Der Ermittler (epizoda: Absender unbekannt)
- 2003: Familienkreise
- 2003: Scheidungsopfer Mann
- 2003: Der kleine Mönch (epizoda: Satansbraten)
- 2004: Am Ende des Tages
- 2004: Die Rettungsflieger (epizoda: Falscher Verdacht)
- 2004: Stubbe – Von Fall zu Fall (epizoda: Nina)
- 2004: Bettgeflüster & Babyglück
- 2004: Vier gegen Z
- 2004: Tausendmal berührt
- 2005: Er sagt, sie sagt
- 2005: Zvláštní jednotka, Lipsko (SOKO Leipzig (epizoda: Die weiße Frau))
- 2005: Dvojí nasazení (Doppelter Einsatz (epizoda: Spurlos verschwunden))
- 2005–2006: Ahoj, Robbie! (Hallo Robbie!)
- 2005: In aller Freundschaft (epizoda: Durch den Wind)
- 2006: Der Aufreißer
- 2006: SOKO Wismar (epizoda: Allein zu Haus)
- 2006: Die großen und die kleinen Wünsche – David gegen Goliath
- 2006: Die großen und die kleinen Wünsche – Amors Pfeile
- 2006: Drei teuflisch starke Frauen – Eine für alle
- 2006: Drei teuflisch starke Frauen – Die Zerreißprobe
- 2006: Leo, ein fast perfekter Typ
- 2007: Bella Block (epizoda: Reise nach China)
- 2008: Über den Tod hinaus
- 2008: Das Glück ist eine Katze
- 2008: Résiste – Aufstand der Praktikanten
- 2008: In aller Freundschaft (epizoda: Tragende Rolle)
- 2009: Šimpanz Charly (Unser Charly (epizoda: Familiäre Gründe))
- 2009: Policie Hamburk (Notruf Hafenkante)
- 2010: Spreewaldkrimi – Die Tränen der Fische
- 2011: Festes Froh (Kurzfilm)
- 2012: Allt faller
- 2012: Kallocain

## Rozhlasové hry
- 1983
  - Der Mann auf dem Balkon
- 1995
  - Dirty Glissando
  - Fluchtversuch
  - Magic Jump
- 1996
  - Il dolce assalto – Der Liebesangriff
  - Auf Wiedersehen in Sansibar
  - Eiserner Vater – krachendes Herz. Einblicke ins große Familientheater
- 1997
  - Der Gewitterkoffer
- 1998
  - Theos Reise
- 1999
  - Raumschiff Titanic
  - Popcorn
  - Ende der festen Fahrbahn
- 2000
  - Auch der Tod hat seine Zeit
- 2001
  - Wex
  - Die Stadt der Blinden
  - Das Echo der Frösche
- 2002
  - Eifel-Feuer
  - Keine Sterne über Downtown
  - Senator Fox
  - Bier für Frauen
- 2003
  - Dinner in der Gotham Bar
  - Mondgöttin 513
- 2004
  - Serjosha & Schultz
  - Hümmel, Landmetzgerei
  - Vogelhochzeit
  - Space Azubis – Helden ohne Meisterbrief
  - White Light oder Die Reise ans Ende der Unendlichkeit
  - Das Kreuz auf dem Erlenberg
  - Heimlich
- 2005
  - Nordost
  - Eigen Fleisch und Blut
  - Der Fall Sumara Huff
  - Beweise, daß es böse ist
  - Einstein, Weinstein, Wittgenstein
  - Gevatter Tod
  - Antoniusfeuer
  - Handbuch für den russischen Debütanten
  - Wurfsendung 54: En passant
  - Das Lewskow-Manuscript
  - Der Schatten des Windes
- 2006
  - Einer für alle
  - Captain Berlin vs. Dracula
  - When the music's over
  - Die Reise des Giuseppe Mastorna
  - Die Geschichte von St. Magda
  - Aus dem Seelenleben höherer Tiere oder Der Grimmroll
  - Jesus und die Mühlen von Cölln
  - Miss June Ruby
  - Mein Name ist Luz
  - Treibgut
  - Wurfsendung 64: En passant II
  - Die Pendragon-Legende
  - Nachts ein weißer Sound
- 2007
  - Spieler
  - Heißer Winter
  - Sandsturm – Stimmen von der Front
  - Die Vermessung der Welt
  - Tod einer roten Heldin
  - Hadamar
- 2008
  - Die sieben Irren
  - Wo viel Licht…
  - Wenn wir zusammen sind
  - Zauberhafte Feenwelt
- 2009
  - In Grund und Boden
  - Sexmonster
  - Die Beseitigung
  - Monsieur Cousin und die Einsamkeit der Riesenschlangen
  - Mord nach Zahlen
  - XY – Die Wahrheit kommt ans Licht
  - Superhero
  - Kap der Finsternis
- 2010
  - Ben und die Zaubergäste vom Strandhotel
  - Unter Kontrolle
  - Huckleberry Finns Abenteuer
  - Tom Sawyers Abenteuer
- 2011
  - Frauensache
  - Das fünfte Flugzeug
  - Dolphins
  - Taxi 79 ab Station

## Dabing
- 2010: 12 Jahre
- 2010: Kein Platz für Gerold

## Divadlo (výběr)
- 2000–2001: Schauspielhaus Zürich (Ein Sommernachtstraum)
- 2000–2001: Schauspielhaus Zürich (Pussy-König der Piraten-Pussy)
- 2000–2001: Kampnagel Hamburg (Hamlet – Hamlet)
- 2001–2002: Schauspielhaus Hamburg (A. ist eine Andere)
- 2006: Schaubühne Berlin (Szenische Lesung "Stoing Mary")
- 2012: Open Air Stockholm (Ivanov)